# Кохання у великому місті 2
Кохання у великому місті 2 також відома як Кохання у великому місті: Продовження (рос. Любовь в большом городе 2)  — романтична комедія 2010 року. Прем'єра фільму відбулася в Росії 25 лютого 2010 року, а в Україні — 4 березня 2010 року.

## Сюжет
Фільм є продовженням першої частини, в фіналі якої герої знайшли свою любов і щасливо влаштували особисте життя. Дія нового фільму починається в Таїланді, на ранчо батька Ігоря, а продовжується в Москві. Ігор запрошує на ранчо друзів, щоб познайомити Настю зі своїм батьком, і просто добре провести час. По дорозі в літаку друзі знайомляться з молодою американською сім'єю, яка їде в Таїланд в один з монастирів, щоб вилікуватися від безпліддя. Ігор, Артем і Сауна намагаються відмовити своїх дівчат від відвідування монастиря, але безуспішно. У монастирі знаходиться древній ідол, дотик до якого, згідно з легендою, дарує батьківство. Незважаючи на попередження ченця, друзі все-таки торкаються до ідолу і тепер приречені при першому статевому акті зачати дитину. Злякавшись цього, вони тимчасово вирішують утриматися від сексу, що викликає невдоволення їх подруг, які, образившись, їдуть. У Ігоря ситуація ускладнюється тим, що батько-олігарх проти його відносин з Настею і хоче вигідно одружити його, щоб поправити свої фінансові справи, а Настя дізнається про це з усіма витікаючими наслідками. Хлопці вирішують провести час, що залишився в розвагах, але тут вони зустрічають свого старого знайомого — Святого Валентина, який насилає на них нове закляття — батьком стане тільки один, а інші зможуть завести дитину не раніше, ніж через 10 років. Хлопці усвідомлюють, що готові до батьківства, і пригоди починаються …

## У ролях
- Олексій Чадов —  Артем Ісаєв
- Вілле Хаапасало —  «Сауна»
- Володимир Зеленський —  Ігор Зеленський
- Кошовий Євген —  заробітчанин
- Віра Брежнєва —  Катя Ісаєва
- Анастасія Задорожна —  Аліса Громова
- Світлана Ходченкова —  Настя Коршун
- Леонід Ярмольник —  батько Ігоря
- Ігор Верник —  директор стоматологічної клініки
- Філіп Кіркоров —  буддистський монах (святий Валентин)
- Павло Воля —  таксист Гамлет
- Анастасія Стоцька —  Віка
- Ігор Жижикин —  Олег
- Павло Дерев'янко —  охоронець спорт-корпусу
- Михайло Єфремов —  тренер
- Равшана Куркова —  Олена
- Евеліна Бледанс —  Ірина Сергіївна
- Олександр Лойе —  помічник чергового по ОВС
- Ольга Зіньківська —  клієнтка Насті
- Спартак Сумченко —  однокласник Олега
- Сергій Друзьяк —  пацієнт Анастасії Ігорівни

## Знімальна група
- Автор сценарію: Марюс Вайсберг
- Режисер: Марюс Вайсберг
- Продюсери: Сергій Ливнев, Лев Ніколау,
- Оператор-постановник: Ірек Хартовіч

## Саундтреки
- Дискотека Авария — Лето всегда
- Настя Задорожная — Беги
- Ляпис Трубецкой & ТІК — Олені
- Филипп Киркоров — Струны (композитор Юлиана Донская)
- Свинцовый Туман — О, если…
- Филипп Киркоров & Павел Воля — Жестокая любовь
- Филипп Киркоров — В саду эдемовом
- Сергей Шнуров — Супер Гуд
- Тынис Мяги — Найдите её
- Luis Moneo, Antonio Jero, Santiago Moreno — Alegrias
- Torpedo Boyz — Any Trash Professor Abacus?
- Eternal Erection — Absolutely Free
- Jerry Hannan — Everything's gonna be alright
- Pink Martini — Sympathique
- Noah and the Whale — 5 Years Time
- City and Colour — The Girl
- Metropolitan Jazz Affair — Yunowhathislifeez
- What Made Milwaukee Famous — Sultan
- Dominic Halpin — Senor Blue
- Маркшейдер Кунст — Kvasa-Kvasa